# MASS (Täuschkörperwerfer)

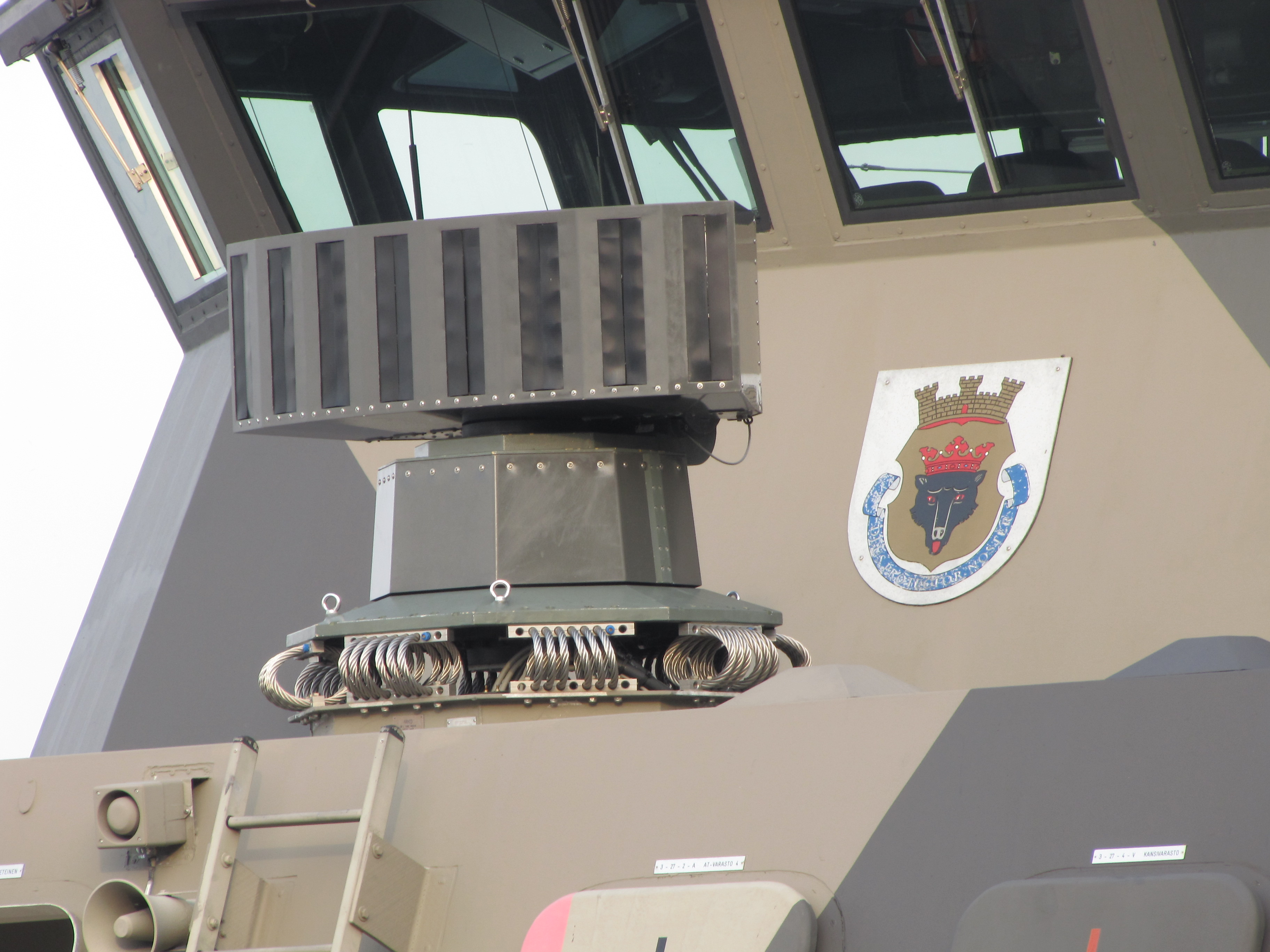
MASS-Täuschkörperwerfer auf dem finnischen Schnellboot FNS Pori (Hamina-Klasse)

MASS (Multi Ammunition Softkill System) ist ein von Buck Neue Technologien GmbH  entwickeltes  Täuschkörpersystem, das zum Schutz von Marineschiffen gegen Seezielflugkörper entwickelt wurde, und seit der Übernahme von Buck Neue Technologien GmbH durch Rheinmetall seit 2004 in Serie produziert wird.

## Beschreibung
Jeder Werfer verfügt für den Einsatz von programmierbaren, omnispektralen Täuschkörpern über 32 Rohre, die manuell nachgeladen werden können. Durch den Einsatz von multispektralen Täuschkörpern ist es möglich, alle relevanten Spektralbereiche (Radar, IR, UV, EO, Laser und sichtbares Licht) mit einem einzigen System abzudecken. Während radar- und infrarotgelenkten Waffensystemen durch mit Aluminium beschichtete Glasfaserstreifen (Düppel) respektive das Abbrennen von Hitzefackeln aus rotem Phosphor (Flares) ein falsches Ziel geboten werden soll, sollen laser- und elektrooptisch gelenkte Flugkörper durch eine für ihre Sensoren undurchdringbare künstliche Nebelwand vom Ziel abgebracht werden.
Durch die Steuerung von fünf Parametern (Azimut, Elevation, Distanz, Menge, Sequenz) kann das System sehr flexibel reagieren. Die Reaktionszeit soll im Falle eines mit Mach 2 anfliegenden Seezielflugkörpers lediglich 2 s betragen. In der Standardausführung erfolgt die Detektion einer anfliegenden Lenkwaffe über die Sensoren des Schiffes. Daneben wird eine Variante mit integrierter passiver Sensorik gegen Radar-, Laser- und Elektro-optische Bedrohungen angeboten.

## Nutzer
MASS wurde bislang (Stand: April 2012) in 11 Ländern (s. u.) eingeführt. Insgesamt wurden weltweit bislang 186 MASS-Einheiten für den Einsatz auf 22 Klassen von Fregatten, Korvetten, Patrouillen-Booten und Minensuchern beschafft.
Zu den Nutzern gehören u. a.:
- Deutschland: Fregatten der Brandenburg-, Sachsen- und Baden-Württemberg-Klasse, Braunschweig-Klasse, Minenjagdboote der Frankenthal-Klasse und Kulmbach-Klasse
- Kanada: Halifax-Klasse
- Finnland: Hamina-Klasse, Hämeenmaa-Klasse
- Norwegen: Skjold-Klasse
- Oman: Khareef-Klasse
- Schweden: Göteborg-Klasse, Stockholm-Klasse und Visby-Klasse
- Vereinigte Arabische Emirate: Baynunah-Klasse, Falaj-2-Klasse und Korvette Abu Dhabi
- Peru: Lupo-Klasse
- Südkorea: LST-II-Klasse